# Przedszkolanka (film 2018)
Przedszkolanka (ang. The Kindergarten Teacher) – amerykański dramat filmowy z 2018 roku w reżyserii Sary Colangelo, oparty na izraelskim filmie o tym samym tytule. Zdjęcia kręcono w Nowym Jorku. Główne role zagrali Maggie Gyllenhaal i Parker Sevak.
Premiera filmu odbyła się 19 stycznia 2018 podczas Sundance Film Festival. Dziewięć miesięcy później, 12 października film pojawił się na stronie internetowej platformy Netflix. W Polsce premiera filmu odbyła się 29 marca 2019.

## Fabuła
Film opowiada historię Lisy Spinelli (Maggie Gyllenhaal), która mieszka na Staten Island. Kobieta ma szczęśliwą rodzinę oraz pracę przedszkolanki, którą bardzo lubi. Od zawsze jednak marzy o tym, żeby być poetką, chociaż brakuje jej talentu. Pewnego dnia przypadkiem odkrywa geniusz poetycki swojego ucznia, pięciolatka Jimmy’ego Roya. Lisa jest przekonana, że chłopiec może – w przeciwieństwie do niej – odnieść wielki sukces. Wkrótce ta wiara zmienia się w niebezpieczną obsesję.

## Obsada
- Maggie Gyllenhaal jako Lisa Spinelli
- Parker Sevak jako Jimmy Roy
- Michael Chernus jako Grant Spinelli
- Gael García Bernal jako Simon
- Anna Baryshnikov jako Meghan
- Ajay Naidu jako Nikhil Roy
- Rosa Salazar jako Becca
- Sam Jules jako Josh Spinelli
- Daisy Tahan jako Lainie Spinelli
- Samrat Chakrabarti jako Sanjay Roy

## Odbiór

### Krytyka
Film Przedszkolanka spotkał się z pozytywną reakcją krytyków. W serwisie Rotten Tomatoes 90% z osiemdziesięciu dwóch recenzji filmu jest pozytywne (średnia ocen wyniosła 7,3 na 10). Na portalu Metacritic średnia ocen z 25 recenzji wyniosła 75 punktów na 100.

### Nagrody i nominacje
| Rok  | Miejsce                | Nagroda             | Kategoria                              | Odbiorcy i nominowani | Wynik     |
| ---- | ---------------------- | ------------------- | -------------------------------------- | --------------------- | --------- |
| 2018 | Sundance Film Festival | Nagrody Reżyserskie | Najlepszy reżyser dramatu              | Sara Colangelo        | wygrana   |
| 2018 | Sundance Film Festival | Główna Nagroda Jury | Udział w konkursie na najlepszy dramat | Sara Colangelo        | nominacja |